# Sitio de Bellegarde (1793)
El Sitio de Bellegarde comenzó el 23 de mayo de 1793 y finalizó el 24 de junio, cuando el Coronel La guarnición francesa de Boisbrulé rindió el Fuerte de Bellegarde a un ejército español bajo el mando de Antonio Ricardos. La captura del fuerte dio a España el control de un importante camino a través de los Pirineos. El sitio tuvo lugar durante la Guerra de la Convención, parte de las Guerras revolucionarias francesas. El Fuerte de Bellegarde se encuentra en una altura que domina la ciudad fronteriza de Le Perthus, que hoy se sitúa sobre la moderna autopista A9 y la Autovía A-7.

## Trasfondo
El rey Luis XIV de Francia construyó el fuerte Bellegared después de 1678 acordado con el plan de Vauban. Esta fuerte fortaleza de mampostería defendía el Col du Perthus, que atraviesa los Pirineos a una altitud de 305 metros.
El paso es la ruta más importante de España hasta Francia en los Pirineos Orientales. Como señaló Vauban: "Nada domina este lugar", y la fortaleza está situada en el punto más alto de la zona.
Cuando España entró en guerra contra la Francia revolucionaria a mediados de abril de 1793, el Capitán general Antonio Ricados enfrentó un problema estratégico, Con Bellegarde dominando la ruta principal hacia Francia, el Comandante español tenía que rodearlo, asediarlo y capturar el lugar antes de poder usar la carretera principal como ruta de suministro para su ejército invasor. En consecuencia, Ricardos cruzó los Pirineos orientales 20 kilómetros hacia el suroeste con 4.500 soldados y descendió a la villa de Saint-Laurent-de-Cerdans. En la primera escaramuza, los  Españoles expulsaron a 400 defensores Franceses. Continuando con su ataque a la izquierda, las 4.400 tropas sorprendieron a una fuerza francesa en el pueblo de Céret, en el Río Tec. Los franceses, 800 soldados regulares y 1.000 hombres de las Guardias Nacionales con 4 cañones, entraron en pánico y huyeron, entre 100 y 200 franceses se volvieron víctimas de los mosquetes españoles, mientras que otros 200 se ahogaron, tratando de cruzar el río Tech, Ricardos reporto solo 17 hombres heridos. Durante las operaciones iniciales, El comandante español colocó un destacamento cerca de Bellegarde para evitar que Boisbrulé y su guarnición atacaran los convoyes de suministros españoles.
Con la toma de Céret, Ricardos posicionó a su ejército cerca de Bellegarde, después de recibir algunos refuerzos, avanzó más hacia el noreste, cerca de Trouillas. En ese lugar, las 7.000 tropas españolas, confrontaron al Ejército de los Pirineos Orientales, liderado por el General de División  Louis-Charles de Flers. En la batalla de Batalla de Mas Deu el 19 de mayo. Ricardos. Derroto a de Flers con la pérdida de 150 hombres, 280 heridos, más 3 cañones, y 6 vagones de municiones capturadas. Los españoles perdieron 34 hombres y un número desconocido de heridos, Los desmoralizados franceses se retiraron hacia el norte a Perpiñán, donde un batallón de la guardia nacional se amotinaron y tuvieron que ser disueltos. En lugar de avanzar, Ricardos decidió regresar para sitiar Bellegarde, que dominaba su principal ruta de suministro hacia Barcelona.

## El asedio

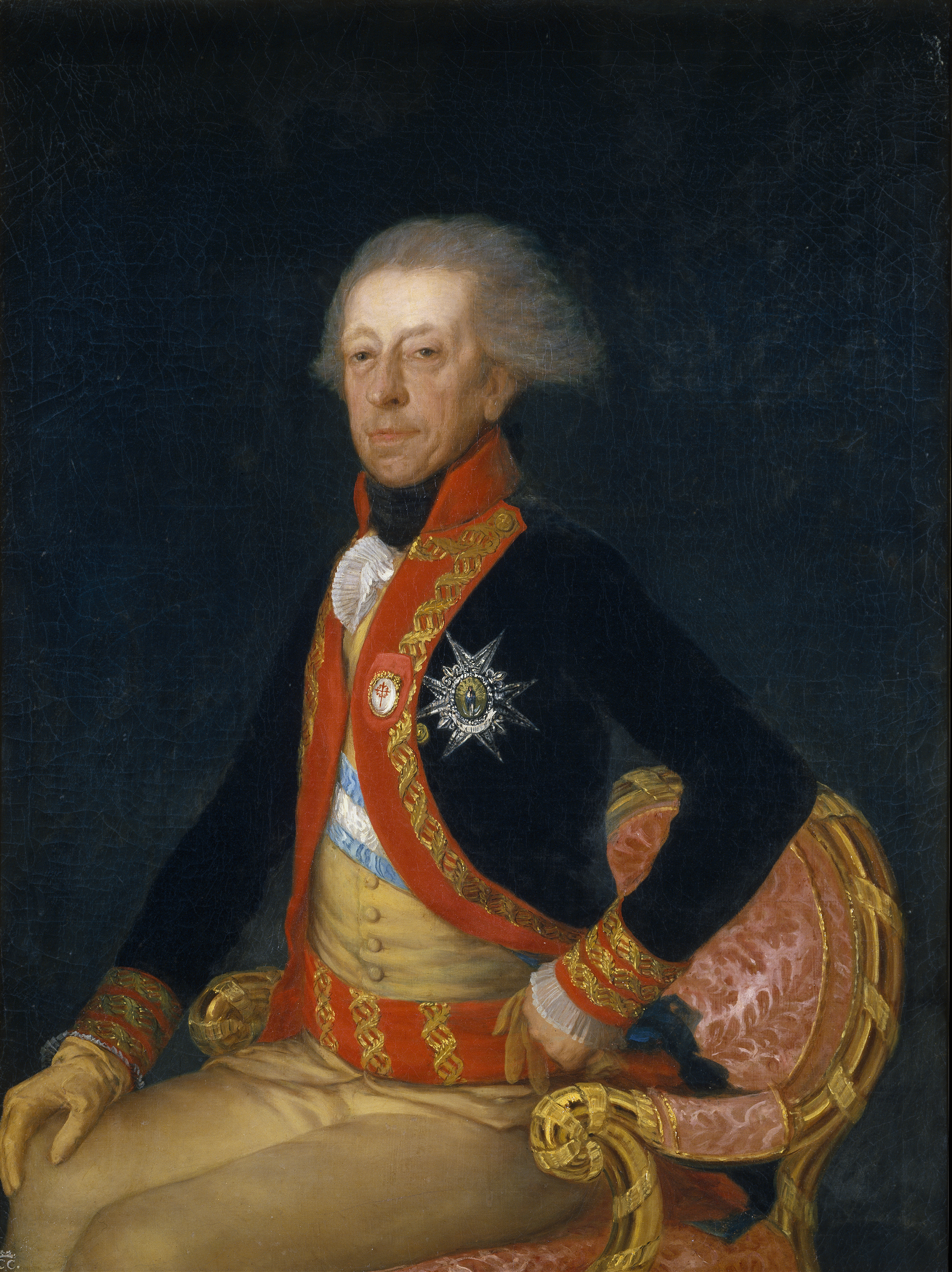
Retrato del general Antonio Ricardos

Simultáneamente, al asedio de Bellegarde, el General español Antonio Ricardos atacó dos fortalezas francesas a lo largo del río Tech, asociadas con el Fuerte de Bellegarde, el Fuerte les Bains en Amélie-les-Bains-Palalda, a 16 kilómetros al noroeste, y el fuerte de Garde en Prats-de-Mollo-la-Preste, a 31 kilómetros al oeste. El fuerte les Bains fue sitiado el 23 de mayo, y la guarnición de 350 hombres se rindió el 3 de junio tras un bombardeo. La guarnición de 200 hombres del Fuerte de la Garde se rindió el 5 de junio después de que se cortara el suministro de agua.
El asedio de Bellegarde y su guarnición de 1.536 soldados franceses, el asedio empezó el 23 de mayo, la guarnición poseía 41 cañones y algunos moteros. Por varias semanas los cañones de asedio españoles bombardearon el fuerte, hasta que se formó una brecha en la pared principal, para este tiempo, 42 de 50 piezas de artillería fueron desmontadas. Ante la posibilidad de un asalto a sus comprometidas defensas, Boisbrulé rindieron formalmente Bellegarde el 24 de junio, Los soldados restantes marcharon hacia el cautiverio, durante el mes que duro el asedio los franceses sufrieron perdidas de 30 hombres, 56 heridos, y 1.450 capturados, las bajas españolas son desconocidas.

## Resultados
Con el fuerte de Bellegarde asegurado, el ejército español pudo utilizar el Col de La Pertus como ruta de suministro. Ricardos lanzó un ataque hacia la capital del Rosellón, pero sufrió una dura derrota en la Batalla de Perpiñán el 17 de julio de 1793. Los franceses bajo el mando de De Flers tuvieron 800 bajas de un total de 12.000 tropas, además de perder un cañón y sufrir 600 deserciones. De los 15.000 soldados españoles, aproximadamente 1.000 bajas, De Flers aprovecho el mes que Ricardos estaba asediando Bellegarde para entrenar a sus reclutas y novatos y rodear Permiñan con fortificaciones. Los franceses rechazaron nuevamente a Ricardos en la Batalla de Peyrestortes el 17 de septiembre, pero los españoles lograron revertir la situación en la Batalla de Truillás cinco días después. 